# Пантелеймон Саламаха
Пантелеймон Саламаха (хресне ім'я Михайло; нар. 21 лютого 1972, Підгайчики) — український церковний діяч, священник-василіянин, ігумен василіянських монастирів у Гошеві й Крехові, протоігумен провінції Найсвятішого Спасителя Василіянського Чину святого Йосафата (2012–2016), директор Бучацького ліцею імені святого Йосафата (з 2021 року).

## Життєпис
Михайло Саламаха народився 21 лютого 1972 року в селі Підгайчики Самбірського району Львівської області у сім'ї Петра і Любові. Має брата Володимира та сестер Марію і Галину. 27 лютого охрещений у храмі Собору святого Івана Хрестителя села Колбаєвичі. Навчався в рідному селі, а потім сусідньому містечку Рудки, де закінчив середню школу. Після школи вчився в львівському училищі № 27. У 1990 році розпочав військову службу в лавах радянської армії, а закінчив у 1992 році — вже в українській армії.
18 серпня 1992 року вступив на новіціят до Василіянського Чину в Крехівський монастир. На облечинах отримав ім'я святого Пантелеймона цілителя. 19 червня 1994 року у церкві святого Андрія у Львові склав перші монаші обіти. У 1994–1996 роках був префектом-вихователем у василіянських ліцеях у Лаврові та Червонограді. 1996–2002 роки — навчання в філософсько-богословському Інституті отців єзуїтів у Загребі (Хорватія). 1 серпня 1999 року в Крехові склав вічні обіти, а 23 квітня 2001 року в конкатедральній церкві святих Кирила і Методія в Загребі греко-католицький єпископ у Хорватії Славомир Мікловш уділив йому дияконських свячень. 22 вересня 2001 року в Крехові отримав священничі свячення з рук преосвященного владики Іринея Білика, ЧСВВ.
Після закінчення студій призначений соцієм (помічником) магістра новіціяту в Крехові. Провадив народні місії та реколекції для богопосвячених осіб, сповідав, проповідував. У 2004–2007 роках — настоятель Гошівського Свято-Преображенського монастиря, а в 2007–2012 роках — магістр новіціяту та ігумен Крехівського монастиря. Від 2009 року навчався на заочному відділені Волинського національного університету імені Лесі Українки в Луцьку, а згодом в аспірантурі того ж університету.
15 лютого 2012 року на провінційній капітулі в Брюховичах був обраний протоігуменом провінції Найсвятішого Спасителя в Україні. Після завершення каденції у 2016 році, виконував служіння в монастирі Пресвятої Трійці в Кам'янці-Подільському. У 2020 році переведений до Бучацького монастиря Воздвиження Чесного Хреста Господнього: сотрудник парафії, вчитель історії, правознавства та християнської етики і з 2021 року директор Бучацького ліцею імені святого Йосафата.